# 山口県道6号山口宇部線
山口県道6号山口宇部線（やまぐちけんどう 6ごうやまぐちうべせん）は、山口県山口市から宇部市に至る県道（主要地方道）である。

## 概要
地域高規格道路山口宇部小野田連絡道路を構成する路線である。
現在開通済みの区間は以下の2つに分けられる。
山口宇部道路区間
起点である山口市朝田の朝田ICから宇部市西岐波の宇部南ICまでの区間。
全線が自動車専用道路「山口宇部道路」として供用されている。嘉川IC - 宇部南IC間は1975年2月27日に一般有料道路として開通（2012年3月28日に無料開放）、朝田IC - 嘉川IC間は2011年7月31日に無料の自動車専用道路として供用開始された。
小郡JCTで中国自動車道に、 宇部JCTで山陽自動車道下関宇部線に接続する。
宇部湾岸道路区間
宇部市中央町から同市東須恵までの区間。
宇部湾岸道路のうち、自動車専用道路部分が本路線に指定されている。宇部市中央町から同市藤曲までの区間は自動車専用道路のみの区間で、宇部市藤曲から同市東須恵の区間は一般道路部との平行区間となっており、一般道路部は山口県道354号妻崎開作小野田線となっている。
2011年8月21日に西中町IC - 藤曲IC間が開通した。

### 路線データ
- 起点 : 山口市朝田（朝田IC = 国道9号・山口県道204号宮野大歳線交点）
- 終点 : 宇部市東須恵（国道190号交点）

## 歴史
- 1993年（平成5年）5月11日 - 建設省から、県道山口宇部線が山口宇部線として主要地方道に指定される[3]。

## 路線状況

### 重複区間
- 国道190号（宇部市西岐波 - 宇部市中央町）

## 地理

### 通過する自治体
- 山口市
- 宇部市

### 交差する道路
- 国道9号・山口県道204号宮野大歳線（山口市朝田、起点、山口宇部道路 起点）
この間は山口宇部道路参照
- 国道190号・山口県道220号宇部空港線（宇部市西岐波、山口宇部道路 終点）
- 国道490号（宇部市松山町）
- 山口県道55号宇部港線（宇部市新天町）
- 国道190号（宇部市中央町、宇部湾岸道路 起点）
この間は宇部湾岸道路参照
- 国道190号（宇部市東須恵、終点）